# Волшебный фонарь (фильм, 1976)
«Волшебный фонарь» — вокальная феерия «по мотивам изобретения братьев Люмьер»; музыкальный фильм-пародия на популярные зарубежные фильмы, снятый Евгением Гинзбургом в 1976 году.

## В ролях
- Людмила Гурченко — соседка / мамаша / девушка с Дикого Запада
- Спартак Мишулин — Огюст Люмьер / Куплетист / Бродяга / Старая селянка
- Николай Караченцов — вдова / парижанин
- Юрий Волынцев — Фандор / многодетный папаша / рыжий жених / бармен

остальные актёры в титрах не указаны
- Вячеслав Богачёв — разные роли
- Эммануил Виторган — Фантомас / ковбой
- Тамара Квасова — дочь (вокал Аллы Пугачёвой)
- Наталья Крачковская — пышная поселянка / пограничница / многодетная мамаша
- Валентин Манохин — Бродяга (Чарли Чаплин)
- Евгений Моргунов — шериф / полисмен / сосед / пограничник
- Валентин Никулин — исполнитель финальной песни
- Светлана Орлова
- Любовь Полищук — контрабандистка
- Наталья Селезнёва — Элен
- Геннадий Хазанов — комиссар Жюв
- Валентина Шарыкина — прекрасная поселянка

## Вокал
- Вахтанг Кикабидзе
- Алла Пугачёва
- Валентин Никулин

## Музыка
- Эндрю Ллойд Уэббер
- Пол Маккартни
- Франсис Лей
- Рота, Нино
- Ричард Старки

А также другие известные западные композиторы в аранжировке Георгия Гараняна и Бориса Фрумкина.

## Съёмочная группа
- Автор сценария: Борис Пургалин
- Режиссёр-постановщик: Евгений Гинзбург
- Оператор-постановщик: Сергей Журавлёв
- Аранжировка: Георгий Гаранян, Борис Фрумкин
- Балетмейстер: Валентин Манохин

## Награды
На международном фестивале «Золотая Роза» в Швейцарии (1976) фильм получил второй приз — «Серебряную розу».

## Факты
- В советское время фильм на главном канале страны демонстрировался только дважды: 24 апреля 1976 года и в ночь на Новый 1977 год, а после этого был положен на полку[3].
- Режиссёр фильма получил очередной выговор от председателя Гостелерадио СССР Сергея Лапина — за «хулиганство»[4].